# 그레벤마허

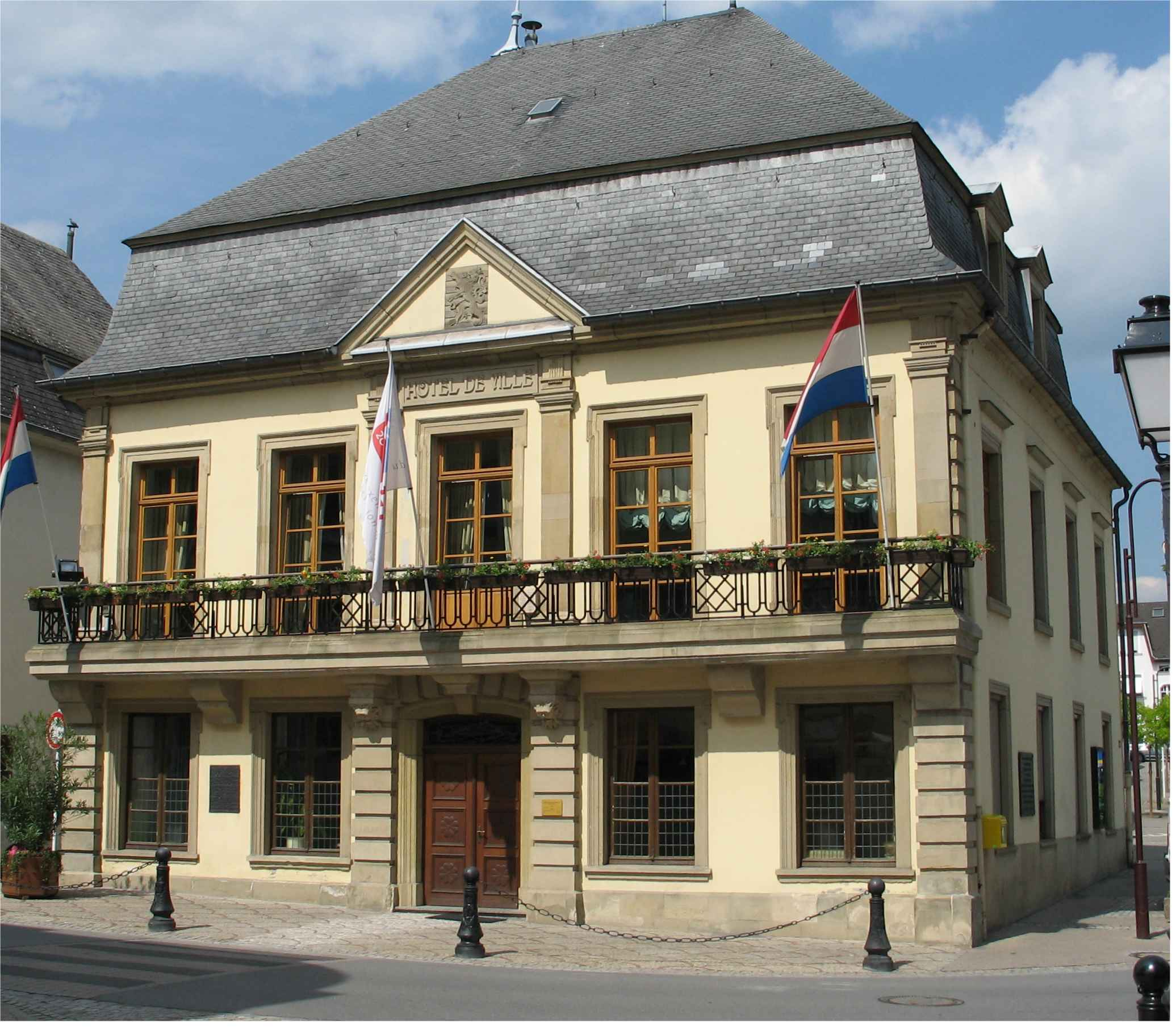
그레벤마허 구 시청사

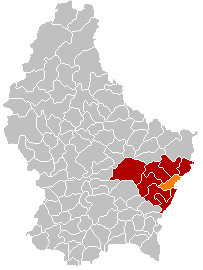
그레벤마허의 위치

그레벤마허(독일어: Grevenmacher, 룩셈부르크어: Gréiwemaacher)는 룩셈부르크 동부에 위치한 도시로 그레벤마허 구의 행정 중심지이자 그레벤마허 주의 주도이며 면적은 16.48km2, 높이는 133~315m, 인구는 4,225명(2011년 기준), 인구 밀도는 260명/km2이다. 독일 국경과 가까운 지점에 위치하며 포도주 생산 지대로 유명한 모젤강 좌안과 접한다.

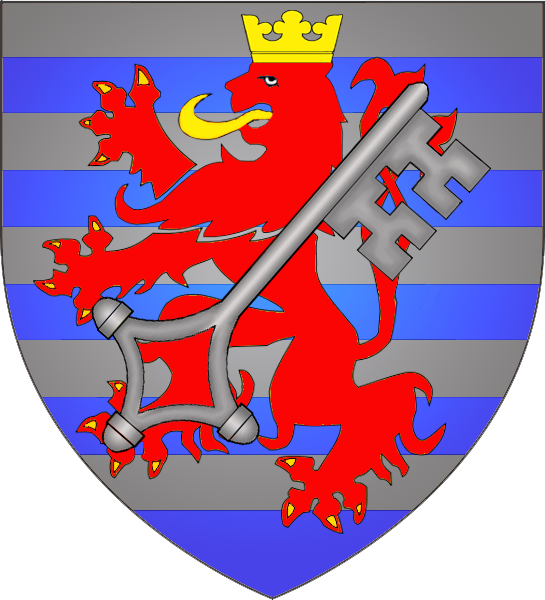
시 문장